# 土芥寇讎記
『土芥寇讎記』（どかい こうしゅうき）は、江戸時代中期の元禄時代に書かれたと考えられている、各藩の藩主や政治状況を解説した本。当時の政治状況や各藩に対する認識を示した珍しい史料として注目される一方、編著者名や製作された目的もいまだ不明で、「謎の史料」とも言われる。

## 題名の由来
『孟子』巻八「離婁章句下」第二段の
君の臣を視ること手足の如ければ　則ち臣の君を視ること腹心の如し。
君の臣を視ること犬馬の如ければ　則ち臣の君を視ること国人の如し。
君の臣を視ること土芥の如ければ　則ち臣の君を視ること寇讎の如し。
から取られたと推測される。

## 概要
記述内容から元禄3年（1690年）から4年にかけて脱稿したと思われる。
原本は和綴本全43冊、首巻に総目録、第1巻が徳川将軍家の始祖新田義重から家康までの略伝、第2巻～第42巻に支藩を含めた諸大名242人について、親藩を先に、次に諸藩（譜代と外様の区別無し）の順に記述されている。諸藩の中の順は、一部の例をのぞいて、ほぼ石高の高い方から降順に記述されている。
各藩の一種の「紳士録」「評判記」「考課簿」とも言える物であり、この後、江戸時代後期に刊本として流通した「武鑑」の嚆矢となったとも言われているが、『土芥寇讎記』は現在東京大学史料編纂所が蔵しているものしか確認されておらず、余り一般には流通しなかった本ではないかとも考えられ、それゆえ「謎の史料」と言われている。

## 特徴
儒教に基づいた教訓や道徳に基づいて、辛辣な評価が書かれているのが大きな特徴である。親藩、譜代、外様の区別を問わず、むしろ外様の大藩大名には比較的好意をもった評価が下されている。
逆に、儒学や古典籍の教養が無いものを「文が無い」として低評価する傾向にあり、また男色趣味の大名に低評価を与える傾向がある。
各藩ごとの記述の形式は整然とまとまっており、各藩の概要について比較して読むことが出来る。

### 編著者の謎
全国諸藩を同時期に調査し、その町中の噂すら採取されている内容から見て、「幕府の当局者か、将軍家に近侍した誰かがこれらの調査を行いまとめた」という推測がされてきた。よく言われるのは「隠密を使って各藩の内容を潜行調査した」という説である。
また、既述のように『土芥寇讎記』は現在1集しか伝わっていないが、
- 総目次と実際の項目に差異があること
- ある冊は一人で浄書したのに対し、ある書は3人ぐらいで浄書した形跡があるなど統一がとれていない

ことから、何らかの事情により未完成のまま、原本のみが伝わった可能性も指摘されている。
儒教色強い記述内容から徳川綱吉の意向が反映された可能性は高いが、幕府がどれだけ関わったのか、それとも幕府とは関係なく編纂された物なのか、ともかく、前書きも奥付も全くない史料のため、その編著者や目的などがいまだ不明の史料である。
著者に関しては綱吉の側近、牧野成貞とする説もある。

### 各項目記述概要[1]
- 諸大名 - 姓名、官位、紋、元禄3年時点の年齢
- 妻[注釈 7]- 父の姓、称号、諱、続柄
- 嫡子 - 姓名、元禄3年時点の年齢
- その他直系家族（続柄、姓、称号、諱）
- 本国[注釈 8]、生国、童名、家督、官歴
- 家伝（遠祖、近代の元祖・家系について）
- 居城（江戸よりの里程、本知石高、新地開諸運上課役掛物都合石高、分知または立藩事情、米産・払い米の良否、年貢所納率、家中知行の形態・渡し率、在江戸給の種類・渡し率、国役の有無、勝手の良否、禽獣魚柴薪等の特産の有無、家臣団組成、家民の風俗、政道の寛厳、土地柄の上中下、城本の不便）
- 家老名
- 大名の性格、行状（大名が幼少の場合は、その父の性格、行状を批評）（才知、文学[注釈 9]、武道・武芸、人遣いについて、仕置、性傾向[注釈 10]、智愚、逸話、世評）
- 編者の批評

## 関連文献

### 刊本
- 金井圓『土芥寇讎記』（校注）人物往来社〈江戸史料叢書〉、1967年。
  - 金井圓『土芥寇讎記』（校注）新人物往来社〈史料叢書〉、1985年。
  - 金井圓『土芥寇讎記』（新装版、校注）吉川弘文館、2023年。ISBN 9784642015851。

### 一般向け解説
「土芥寇讎記」の一部を、紹介している。
- 名君・暗君 江戸のお殿様（中嶋繁雄、平凡社新書）、ISBN 4582853552
- 殿様の通信簿（磯田道史、朝日新聞社）、ISBN 4022501898